# 吉村醸造
吉村醸造株式会社（よしむらじょうぞう）は、鹿児島県いちき串木野市に本社及び工場を置く日本の調味料メーカーである。「サクラカネヨ」の商標による味噌・醤油とソースを製造・販売している。

## 事業所
本社・工場
- 鹿児島県いちき串木野市大里3868

鹿児島支店
- 鹿児島県鹿児島市東郡元町3番34号

加治木支店
- 鹿児島県姶良市加治木町新富町99

出水支店
- 鹿児島県出水市上知識町955-2

## 沿革
- 1927年（昭和2年） 初代 吉村仲吉が創業
- 1949年（昭和24年） 有限会社を設立
- 1950年（昭和25年） 加治木支店を開設
- 1956年（昭和31年） 株式会社に組織変更。2代目 吉村稲男 社長就任
- 1964年（昭和39年） 鹿児島支店を開設
- 1995年（平成7年） 3代目 吉村光弘 社長就任
- 1998年（平成10年） 出水支店を開設。ソース工場を新設
- 2014年（平成26年） 4代目 吉村康一郎 社長就任

## 主な商品

### 醤油
- こいくち 甘露
- こいくち さしみしょうゆ
- こいくち ゴールド
- うすくち 上淡（じょううす）
- だいわ こいくち（だいわのOEM商品）
- だいわ　うすくち（同上）

### 味噌
- 麦みそ（粒）
- 麦みそ（すり）
- 麦みそ（赤）
- 蔵出し直送 麦みそ
- 米みそ

### ソース
- タカラソース ウスター
- タカラソース とんかつ
- 第3のソース
- とんかつブラック
- 醤油蔵のパスタ醤油

### その他調味料
- めんつゆ
- 醤油蔵の白だし
- 調味酢